# 闇黑電話
是一部2021年美國超自然恐怖片，由史考特·德瑞森執導並與C·羅柏·卡吉爾共同編劇。該片改編自喬·希爾的2004年同名短篇小說，主演包括伊森·霍克、梅森·塔姆斯和瑪德琳·麥格勞。
《闇黑電話》2021年9月25日在奇幻電影節舉行全球首映，2022年6月24日美國上映。電影獲得正面為主的評價，媒體和評論家稱讚其對原作故事的忠實度、演出、劇本及幽默，並且在第47屆土星獎獲得四項提名，最終奪得土星獎最佳恐怖片獎。續集《闇黑電話2》定於2025年10月17日於美國上映。

## 劇情
1978年，美國科羅拉多州丹佛郊區出沒著一名外號「擄童犯」的連環孩童綁架犯兼變態殺手，當時已有五名孩童被他擄走後下落不明，讓本地警方無從查起。一對本地兄妹芬尼和關自從母親去世後，與他們暴力酒鬼父親泰倫斯住在一起，性格內向腼腆的芬尼選擇逆來順受，在學校中還經常受惡霸欺凌。而芬尼結交的兩名同學都遭到擄童犯綁架，一名是他在打棒球時認識的日裔少年布魯斯，以及曾在惡霸面前保護過他的羅賓。關從已故母親身上繼承一部分靈能力，使她能在睡夢中夢見布魯斯被綁架的案發現場，由於她曾夢見只會在綁架現場出現的黑色氣球，使她頻繁遭到兩名警探賴特和米勒質問是否有內部消息。而關對於夢的說法沒有被警探們多加留意，卻也導致她遭到受此牽連的父親毒打，目睹妹妹被打的芬恩在父親面前卻只能敢怒不敢言。
幾天後，獨自放學回家的芬尼被擄童犯盯上而擄回其住處，丟進一間隔音地下室中囚禁，墻上只有一部破舊斷線的撥號盤式古董電話。正當芬尼陷入困境時，墻上的電話突然響起，芬尼從另一頭聽出是布魯斯的聲音，卻也意識到他只是被殺害的亡靈。而布魯斯的鬼魂開始指引芬尼逃出生天，指示芬尼去挖通自己生前沒來得及挖完的逃生地道，但芬尼經過嘗試卻無法挖通地基。擄童犯戴上一副惡魔面具與芬尼交流，表示警察根本無法找到他，給芬尼送完食物後刻意不鎖地下室的門。芬尼剛要藉機逃出卻接到另一通來電，對頭同樣是擄童犯的一名受害人比利，其生前曾是報童。比利表示這是擄童犯會跟受害人玩的遊戲「淘氣的小孩」，透漏擄童犯正等著芬尼逃上去後進行腰帶毒打。芬尼因此選擇聽從比利指示，用電話線加上被子夠到地下室窗戶進行逃生，但最後只弄斷鐵窗欄而失敗。
關對芬尼的失蹤心急如焚，卻再度開始夢見比利生前被綁架的案發現場，便在隱瞞父親的情況下獨自追蹤。而賴特和米勒警探搜索芬尼下落時，上門盤問過一名與哥哥獨居的古怪男子麥斯，卻不知道麥斯的哥哥其實就是擄童犯。但麥斯對哥哥的真面目毫不知情，甚至不知道芬尼當時就囚禁在自家的地下室中。芬尼在電話中與另一名受害人葛里芬交談，其指引芬尼試圖打開擄童犯從自己身上拿走的密碼鎖；包括告知自己生前刻在墻上的密碼。芬尼趁擄童犯睡著時偷溜出門，成功打開密碼鎖卻不慎驚動擄童犯養的獵狗，導致他剛要逃到街道上卻再度被擄童犯抓回去。
重新落入魔掌的芬尼再度接到第四通來電，這次是曾經為芬尼留下過恐懼陰影的不良少年文斯。而文斯表示自己做鬼都不肯放過擄童犯，指引芬尼鑿出通往地下室另一頭的肉類冷凍庫逃生，卻因冷凍庫鎖死而出不去。芬尼因此陷入崩潰，然而墻上的電話再一次響起，芬尼迅速聽出是羅賓的聲音。羅賓表示這將是給芬尼的最後一通電話，並像之前一樣激勵芬尼要爬起來勇敢反抗，指導他將話筒塞滿挖地道的泥土當作武器。這時，關靠夢境內容無意之下找到擄童犯的住處，立刻聯繫賴特和米勒警探前來調查。而屋子裡的麥斯最終發現芬尼鎖在地下室，剛要放他出來卻被身後的擄童犯哥哥一斧頭砍死。惱羞成怒的擄童犯決定殺死芬尼，但芬尼利用先前沒挖通的地道當作陷阱，使擄童犯跌進去摔斷腿，隨後用手中的話筒對擄童犯用力毆打，最後用電話線勒斷他的脖子，為五名受害者報完血仇。
芬尼用冷凍庫的肉引開獵狗而走出屋子，看見警方靠關的線報而破獲囚禁屋子正對面的住處，而該屋地下室則是擄童犯五名受害者的埋屍處。陪警察趕到的關與平安逃出的芬尼擁抱在一起，兄妹倆的父親泰倫斯隨後趕到而一家團圓，泰倫斯也為自己過去的行徑道歉。案件落幕後，芬尼回到學校上課，同時變得十分自信，不再受惡霸騷擾以外，還鼓起勇氣跟心儀的女同學坐在一起。

## 演員
- 梅森·塔姆斯 飾演 芬恩·「芬尼」·布雷克（Finn "Finney" Blake）
- 瑪德琳·麥格勞（英语：Madeleine McGraw） 飾演 關朵琳·「關」·布雷克（Gwendolyn "Gwen" Blake）
- 伊森·霍克 飾演 「擄童犯」（"The Grabber"）
- 傑瑞米·戴維斯（英语：Jeremy Davies） 飾演 泰倫斯·布雷克（Terrence Blake）
- E·羅傑·米契（英语：E. Roger Mitchell） 飾演 賴特警探（Det. Wright）
- 崔伊·路德希爾（Troy Rudeseal） 飾演 米勒警探（Det. Miller）
- 詹姆士·蘭森 飾演 麥斯（Max）

## 製作
史考特·德瑞森創作本片的起因，源自童年時期的經歷；他在接受採訪時表示，自身成長於充斥暴力的家庭和社區，指出其實在籌備《奇異博士2：失控多重宇宙》的前兩年就開始接受心理治療。他決定重返恐怖片，探討童年時期複雜的情緒和經歷的痛苦，以及兒童能夠克服悲慘事件的能力，直面自己私人的部分與恐懼。
2020年10月，據報導德瑞森將執導的電影改編自喬·希爾的短篇小說《闇黑電話》，由德瑞森和C·羅柏·卡吉爾共同編劇，梅森·塔姆斯（Mason Thames）和瑪德琳·麥格勞（Madeleine McGraw）主演。2021年1月，傑瑞米·戴維斯和伊森·霍克加入演員陣容。2021年3月，詹姆士·蘭森加入演員陣容。

### 拍攝
主體拍攝於2021年2月9日在威明頓的EUE/Screen Gems製片廠開始進行，暫定名稱為「靜止」（Static）。拍攝地點包括新漢諾威郡、布倫瑞克郡和哥倫布郡。拍攝於2021年3月27日殺青。

## 發行
《闇黑電話》於2021年9月25日在奇幻電影節舉行全球首映，定於2022年6月24日在美國上映。此前，上映日期曾定於2022年1月28日和2022年2月4日。

## 評價
《闇黑電話》獲得整體評價以正面為主，爛番茄基於250條專業評論（206條好評，44條差評），獲得82%新鮮度，平均分數7.2/10，網站共識評價寫道：「《闇黑電話》可能會更可怕，但它仍然是一個有趣且精心改編的可怕好素材。」。Metacritic根據36條評論（22條好評，11條褒貶不一，3條差評），計算出加權分數65分（滿分100分），代表「普遍好評」 。

## 外部連結
- 官方网站
- 互联网电影数据库（IMDb）上《闇黑電話》的资料（英文）
- Metacritic上《闇黑電話》的資料（英文）
- 爛番茄上《闇黑電話》的資料（英文）
- 開眼電影網上《闇黑電話》的資料（繁體中文）
- 时光网上《闇黑電話》的資料（简体中文）
- 豆瓣电影上《闇黑電話》的資料 （简体中文）